# Quadring
Ein Quadring ist ein Rundschnurring mit einem angenähert quadratischen Querschnitt. Im Vergleich zum O-Ring ist er in radialer Richtung weniger steif und erlaubt somit bei kleiner Vorpressung eine gute Schmierung (mit kleinem Schmierstoffreservoir) und geringere Reibung.

## Weblink
- Artikel mit Abbildung im Fluid-Lexikon